# Cité de Magenta
Die Cité de Magenta ist eine Straße im Quartier de la Porte-Saint-Martin des 10. Arrondissements in Paris. Sie befindet sich sehr nahe an der Mairie des 10. Arrondissements.

## Lage

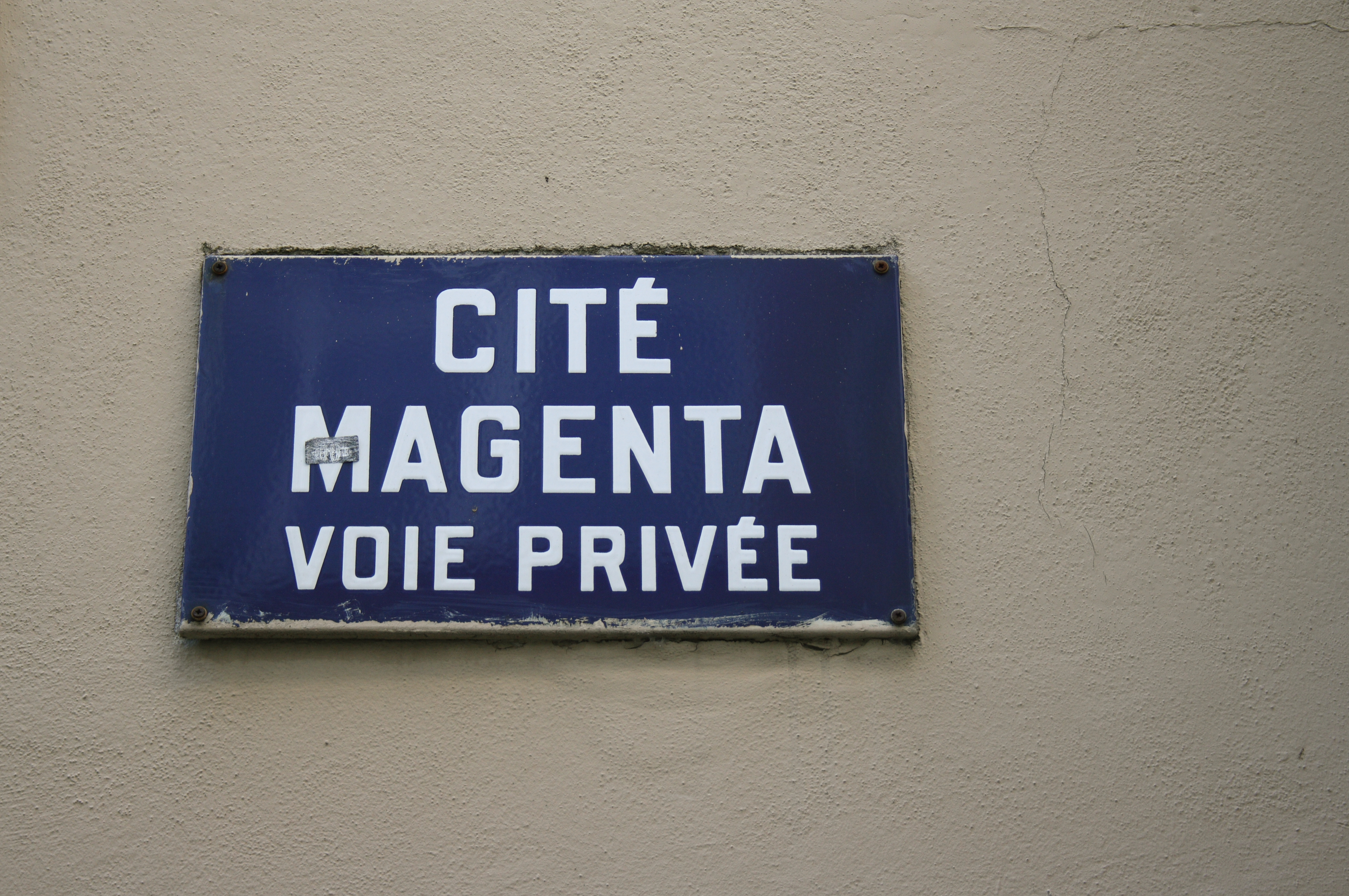
Straßenschild der Cité de Magenta

Die Cité de Magenta beginnt an der Nr. 33, Boulevard de Magenta und endet nach einer Rechtskurve an der Nr. 3–4 Cité Hittorf. Die Cité de Magenta wird noch im offiziellen Verzeichnis der Straßen der Stadt Paris geführt, obwohl sie als Privatstraße an beiden Enden durch ein Gittertor mit digitaler Schließanlage abgesperrt und außerdem als „Voie privée“ (Privatstraße) gekennzeichnet ist.
Die nächste Metrostation ist Jacques Bonsergent mit der Linie  .

## Namensursprung
Sie trägt den Namen zur Erinnerung an die Schlacht bei Magenta unter Napoleon III. wegen der Nähe zum gleichnamigen Boulevard.

## Geschichte
Die Straße wurde unter ihrem heutigen Namen durch ein Dekret vom 22. Januar 1868 eröffnet, das unter bestimmten Vorbehalten die Eröffnung der Cité de Magenta als Verlängerung der Cité Grange genehmigte, die zur Rue du Faubourg-Saint-Martin Nr. 78 führte. Nachdem die Cité Magenta die Grange City überlagert hatte, ging sie vom Boulevard de Magenta zur Rue du Faubourg-Saint-Martin.
Der Teil der Cité Magenta, der früher Cité Grange hieß, mit einer Länge von etwa 112 Metern wurde zur Cité Hittorf und der Ostteil (46 Meter) seit 1890 zur Rue Hittorf. 